# Park Narodowy Médanos de Coro
Park Narodowy Médanos de Coro (hiszp. Parque nacional Médanos de Coro) – park narodowy w północnej części Wenezueli położony w stanie Falcón. Został utworzony 6 lutego 1974 roku i zajmuje obszar 912,8 km² (w tym 491,2 km² to wody morskie). W 2005 roku został zakwalifikowany przez BirdLife International jako ostoja ptaków IBA. Na południu graniczy z miastem Santa Ana de Coro wpisanym w 1993 roku na listę światowego dziedzictwa UNESCO.

## Opis
Park obejmuje przesmyk Médanos łączący półwysep Paraguaná z resztą kontynentu oraz otaczające go wody morskie. Na przesmyku (40 km długości i 7 km szerokości) znajduje się największa pustynia na wybrzeżu Morza Karaibskiego. Wydmy ciągle przemieszczające się pod wpływem wiatru osiągają tu wysokość 20 metrów. Wybrzeża przesmyku to słone bagna pokryte lasem namorzynowym.
Średnia roczna temperatura w parku waha się od +27°C do +30°C, a roczne opady wynoszą od 250 do 500 mm.

## Flora
Na pustyni rosną m.in.: jadłoszyn baziowaty, Cercidium praecox, Lycium nodosum, Tribulus cistoides, Lennoa madreporoides, Sporobolus virginicus, Cenchrus echinatus, Aristida setifolia, a także wiele gatunków kaktusów takich jak Opuntia wentiana i Opuntia caribaea.
Lasy namorzynowe tworzy głównie Rhizophora mangle. Na terenach bagiennych rośnie również m.in.: Sesuvium portulacastrum, Suriana maritima i Philoxerus vermcularis.

## Fauna
Ponieważ jest to obszar pustynny zarejestrowano tu niewielką liczbę ssaków. Są to m.in.: królak florydzki, majkong krabożerny, skunksowiec pasiasty, dydelf czarnouchy i tamandua południowa.
W parku występuje 31 gatunków ptaków. Są to m.in.: pustułka amerykańska, przepiór zmienny, kardynał pąsowy, przedrzeźniacz siwy, karakara czubata, konura brązowogardła, ziarnołusk rdzawoboczny, amazonka wenezuelska, strojnogłowik złotoskrzydły, ogończyk białowąsy, pręgówek cienkodzioby, ciszek ubogi, ibis szkarłatny, fregata wielka, flaming karmazynowy, płowiaczek, gołąbczak gołooki, warzęcha różowa, pelikan brunatny i klinodziobek wenezuelski.
Z gadów żyją tu m.in.: grzechotnik straszliwy i legwan zielony. 